# 威拉河畔贝尔卡
威拉河畔贝尔卡（德語：Berka/Werra），简称贝尔卡（德語：Berka，發音：[ˈbɛʁka]），是德国图林根州瓦特堡县曾经的一个市镇，面积57.09平方千米，2017年12月31日人口为4,231人。2019年1月1日，威拉河畔贝尔卡与另外3个市镇合并为新市镇威拉-苏尔-塔尔。